# Смаков, Ильфак Музипович
Ильфак Музипович Смаков (баш. Ильфак Музип улы Смаҡов; 2 января 1940, Рапатово, Башкирская АССР — 27 мая 1993, Уфа) — советский и российский певец (баритон). Народный артист Башкирской АССР (1985), Заслуженный артист РСФСР (1989).

## Биография

#### Детство и семья
Ильфак Музипович Смаков родился 2 января 1940 года в деревне Рапатово Чекмагушевского района Башкирской АССР. Род Смаковых идёт из башкирского племени Дуван. Его прапрапрадед - Файруша Валитов (1793-?) был уставным муллой в деревне, а брат Файруши - Файзулла Валитов (1795-?) - участник Отечественной войны 1812 года в составе 11-го башкирского полка. Прапрадед - Мухамметсадыйк - также был уставным муллой. Отец - Смаков Музип Кышфельмаганович (1909-1942) служил телефонистом во время Великой Отечественной войны и погиб 8 сентября 1942 в Ленинградской области. У Ильфака Смакова было 2 брата - Виль (1937-1976) и  Альбап (1935-2005).

#### Образование
В 1947 году Ильфак поступил в среднюю школу. Она находилась в 9 километрах от дома, в селе Чекмагуш.
В 1963 году окончил вокальное отделение Уфимского училища искусств (класс М. Г. Муртазиной).
Его учитель Миляуша Галиевна Муртазина вспоминала:

Ильфака Смакова после второго курса хотели отчислить как профнепригодного. Он форсировал голос, из-за этого интонация страдала, стал фальшиво петь. Он попросился ко мне, и я его взяла. Ильфак оказался настоящим самородком. Красивый высокий баритон. Не знаю, кто у кого учился. Мы вместе всё постигали. Когда он оканчивал училище, председателем комиссии был профессор Московской консерватории Фихтенгольц. Он был поражён: вышел такой неказистый, щупленький, косоглазый парень, а когда запел… С каждым произведением он будто вырастал, хорошел. Пел и русскую классику, и западную, и национальные вещи. «Мы таких выпускников заносим на мраморную доску, — сказал Фихтенгольц,— поскольку у вас этого нет, поставьте к его „пятёрке“ мой плюс».— Нина Жиленко. Моей души серебряные струны: Неюбилейные откровения профессора Муртазиной. ХРОНОС (июль 2006). Дата обращения: 6 марта 2014.

— Знали бы вы, каким способным, по-особому одарённым студентом был Ильфак Смаков, — говорит Миляуша Галеевна. — Такие, как он, и сами много дают педагогу. А ещё Ильфак был очень хорошим, чистым душой человеком. Это отражалось в его творчестве, придавало ему особую одухотворённость и обаяние. Буквально преображался, когда начинал петь. На выпускных экзаменах Ильфак пел произведения Чайковского, Грига, башкирских композиторов, русские народные песни. Молодой солист превзошёл все наши ожидания. Получил пять с плюсом и был направлен в Московскую консерваторию.— Мингазова Э. Уникальность личности и обаяние таланта // Журнал «Ватандаш».

#### Эстрадная деятельность
В 1963—1991 годах работал солистом Башкирской государственной филармонии, вёл активную концертную деятельность.
Супруга — Асия Смакова (27.08.1947), певица, народная артистка Республики Башкортостан, вместе с супругом составили дуэт, полюбившийся слушателям. У них родилась дочь - Айсылу.
Умер 27 мая 1993 года после тяжёлой болезни в Уфе. Похоронен на кладбище родной деревни Рапатово.

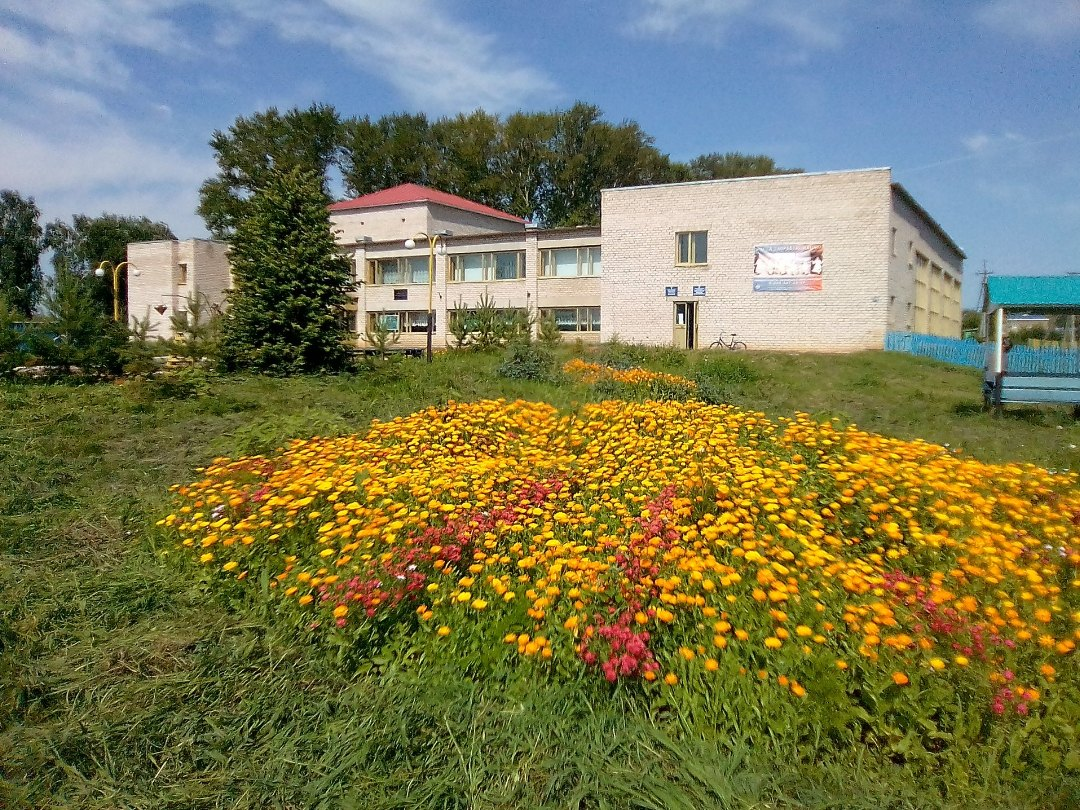
Дом культуры им. И. Смакова в с. Рапатово

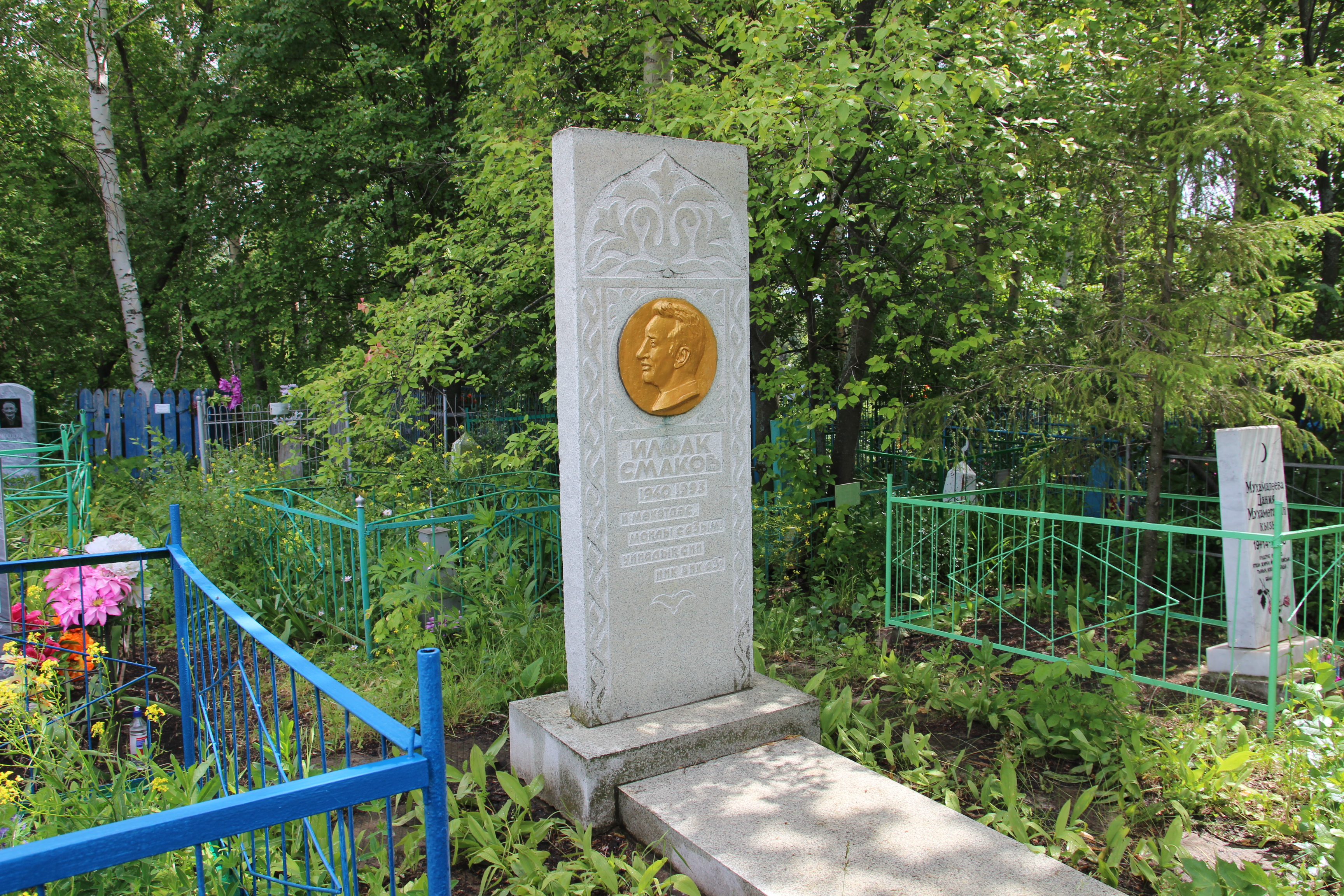
Могила Ильфака Смакова в д. Рапатово

## Творчество
В концертном репертуаре Смакова вокальные сочинения башкирских композиторов, башкирские и татарские народные песни, поэтов Назара Наджми, Якуба Кулмыя. Самые известные из них:
- “Еҙ ҡыңғырау моңдары”,
- “Зимфирәкәй”,
- “Һин ҡайтманың”,
- “Гүзәл Өфөм — баш калам”,
- “Былбылым”,
- “Туган илем”,
- “Синдер ул дип уйладым”,
- “Дуҫтарыңды онотма”,
- “Әкълимә”,
- “Әйткән идең”,
- “Ак пароход”,
- “Өфө йүкәләре”
- Азамат[6]
- Шаймуратов генерал[7]

В 1980-х годах Ильфак Смаков был одним из самых популярных певцов республики.

## Память
В деревне Рапатово именем Ильфака Смакова назван дом культуры. Там же расположен музей.
В Уфе, на доме, где жил певец установлена мемориальная табличка.

## Награды и звания
- Заслуженный артист Башкирской АССР (1978)
- Народный артист Башкирской АССР (1985)
- Заслуженный артист РСФСР (1989)